# شاتوبونساك
شاتوبونساك (بالفرنسية: Châteauponsac)‏ هي بلدية في مقاطعة فيين العليا في منطقة أقطانية الجديدة غرب فرنسا.